# المهاگ
المهاگ (به سوئدی: Almhög) یک منطقهٔ مسکونی در سوئد است که در استان اسکونه واقع شده‌است.

## خصوصیات
المهاگ ۳٬۵۱۹ نفر جمعیت دارد.